# Onchidoris depressa
Onchidoris depressa är en snäckart som först beskrevs av Joshua Alder och Hancock 1842.  Onchidoris depressa ingår i släktet Onchidoris och familjen Onchidorididae. Inga underarter finns listade i Catalogue of Life.